# Heeresmunitionsanstalt Feucht

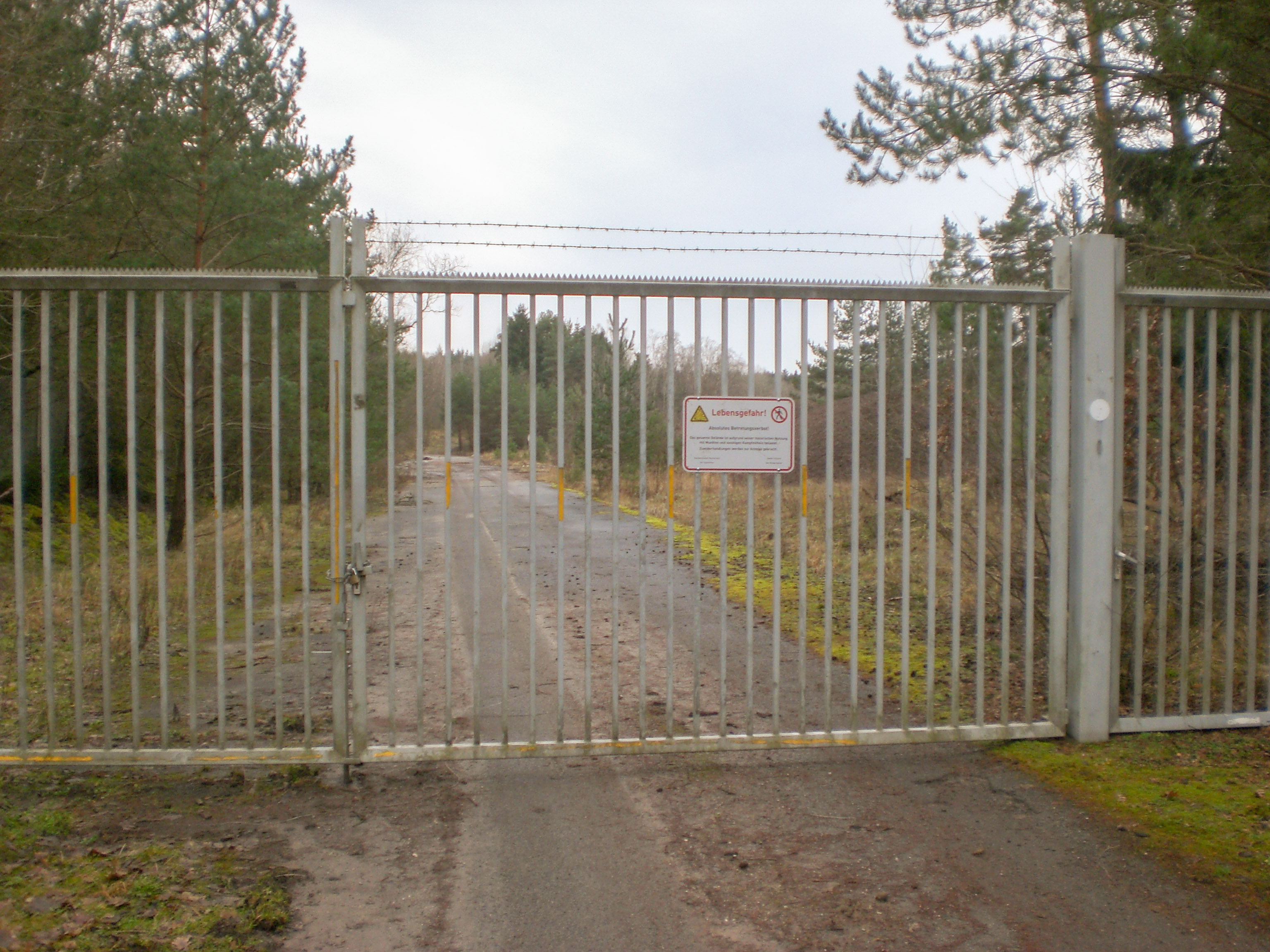
Zugang zur Muna Feucht 2018

Die Heeresmunitionsanstalt Feucht war eine Munitionsanstalt (kurz auch Muna) des Heeres der Wehrmacht in der Zeit des Nationalsozialismus. Sie wurde im Rahmen der Aufrüstung der Wehrmacht in den 1930er Jahren südlich von Nürnberg bei Feucht angelegt.

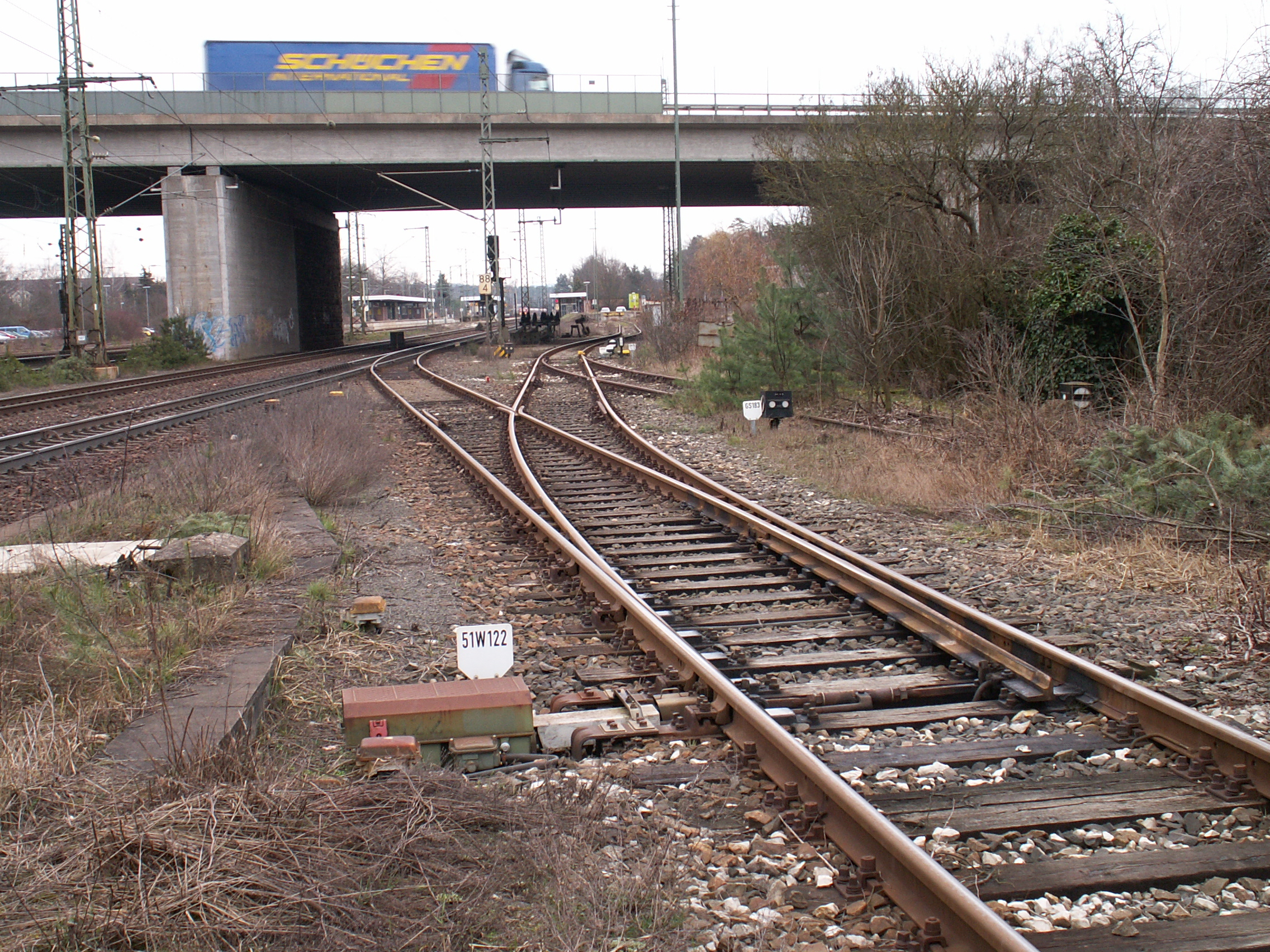
Abzweiggleise zur Muna Feucht

## Lage
Das ursprünglich 22,4 Hektar umfassende Areal liegt 2 km westlich von Feucht im Flurstück Le(h)mgruben und dem Quellgebiet des Ochsengrabens, einem rechten Zuflusses des Gauchsbaches. Dieser entwässert den südlichen Lorenzer Reichswald aus einer Höhe von 365 bis 369 m ü. NN zur Schwarzach hin.

## Geschichte
Die Geschichte der MUNA begann mit Übereignung von 223 ha Staatswald nordwestlich von Feucht an den Reichsheeresfiskus (Vermögensverwaltung). Auf diesem Areal schuf die Wehrmachtsverwaltung eine große Heeres-Munitionsanstalt (Muna) mit
Werkstätten und 62 Bunkern. Der Standort wurde ab 1934 erschlossen. Hier wurden unter anderem Granaten für den 42-cm-Mörser Dicke Bertha sowie Sprengköpfe für die Rakete Aggregat 4 (kurz A4, Propagandabezeichnung V2) und ab 1944 für die Kanone V3 (Hochdruckpumpe) hergestellt. Auch Kampfgasgranaten wurden dort gefertigt. Die weitläufigen, teilweise verbunkerten militärischen Fertigungsstätten verfügten außerdem über drei Flaktürme, Löschwasserteiche, eine Kantine, eine autarke Stromversorgung und einen eigenen zweispurigen Gleisanschluss für den Güter- und Personenverkehr, der von der Bahnstrecke Feucht–Wendelstein abzweigte.
Ab 1944 wurde zusätzlich ein Kriegsgefangenenlager mit vier 50 Meter langen Baracken errichtet. Diese befanden sich hinter dem Löschwasserteich links von der Straße, die zum Bogenschießstand führt. 32 sowjetische und zwei polnische Kriegsgefangene starben beim Arbeitseinsatz in der Munitionsanstalt und wurden in Feucht an der Friedhofsmauer begraben. 1944 war hinter den Baracken noch offenes Gebiet und zwei Sandgruben, diese wurden ab Sommer 1944 als Friedhof für die toten Kriegsgefangenen benutzt. Der Bogenschützenverein eröffnete in der hinteren S-Grube einen Bogenschießplatz, bei dessen Bau in den 1960er Jahren weitere Gebeine von Kriegsgefangenen aus den letzten Kriegsmonaten ausgegraben, aber nicht mehr geborgen wurden. Noch kurz vor Kriegsende lagerten im Zentrum der Muna ca. 18 Tonnen Sprühkanister mit dem Kampfstoff LOST.
Nach der Einnahme der Heeresmunitionsanstalt Feucht am 17. April 1945 durch Soldaten der 7. US-Armee während der Schlacht um Nürnberg sammelten die Amerikaner dort Wehrmachtsbestände, beispielsweise aus Munitionszügen vom Nürnberger Rangierbahnhof und große Mengen von Beutemunition anderer Standorte. Die Muna wurde in Ammo Collecting Point Feucht umbenannt. Am 4. Mai 1946 geriet ein Feuer auf dem Gelände außer Kontrolle und griff auf einen Güterzug über. In einer Kettenreaktion explodierten hierbei die gesammelten Munitionsreste (20.000–30.000 Tonnen) einschließlich der gesamten Ladung des Güterzuges. Der Zug war mit 300 Gefechtsköpfen der Aggregat-4-Rakete beladen, von denen jeder 738 kg Amatol enthielt. Etwa die Hälfte der 130 Gebäude und alle Gleisanlagen wurden völlig zerstört. Die Bevölkerung der Nachbarorte wurde vorsorglich evakuiert, sodass es außer den erheblichen Sachschäden keine weiteren Opfer zu beklagen gab. Im April 1948 wurden auf Weisung der Besatzungsmacht alle noch intakten Munitionsbunker bis auf fünf gesprengt. Das Gelände wurde zunächst verlassen und verblieb als unbewachtes militärisches Sperrgebiet.
Das ehemalige Muna-Gelände wurde dann in den 1960er Jahren als Treibstofflager für den unmittelbar nördlich erbauten Hubschrauberstützpunkt Feucht Army Airfield genutzt.
Nach dem Abzug der US-Armee und der Rückgabe des Geländes an die Bundesrepublik Deutschland wurde dieses von 2002 bis 2004 zum Gewerbepark Nürnberg-Feucht umgewidmet. Die Gleisanlagen wurden ab 1961 zurückgebaut und teilweise renaturiert.
In den frühen 1970er Jahren war die Umwidmung des Geländes zum Truppenübungsplatz erwogen, was durch die Proteste der dazumal noch selbstständigen Anliegergemeinden Fischbach, Feucht und Röthenbach bei St. Wolfgang verhindert wurde.
Der Boden der im westlichen und südlichen Teil gelegenen Muna-Giftmülldeponie, von der US-Armee als FASA (Feucht Ammu Storage Area) und Nato Site 23 bezeichnet, wurde mit seinen Rüstungsaltlasten seit 2006 mit Beton versiegelt, anstatt den Boden zu sanieren. Das Risiko, die Altlasten vollständig aus dem Boden zu entfernen und damit die Atmosphäre zu belasten, wurde als zu hoch eingeschätzt, da die Munition zum Teil mit Giftgas bestückt ist. Zum Grundwasser hin ist das Gebiet durch eine wasserundurchlässige Tonschicht abgegrenzt.
Ab 1954 wurde der größte Teil des ehemaligen Muna-Areals von der US-Army sporadisch als Übungsgelände genutzt. Die vorhandenen, z. T. bis zu 12 m tiefen Sprengtrichter auf dem Gelände dienten den umliegenden Gemeinden ab Mitte der 50er Jahre als Schuttabladeplätze.

## Gegenwart

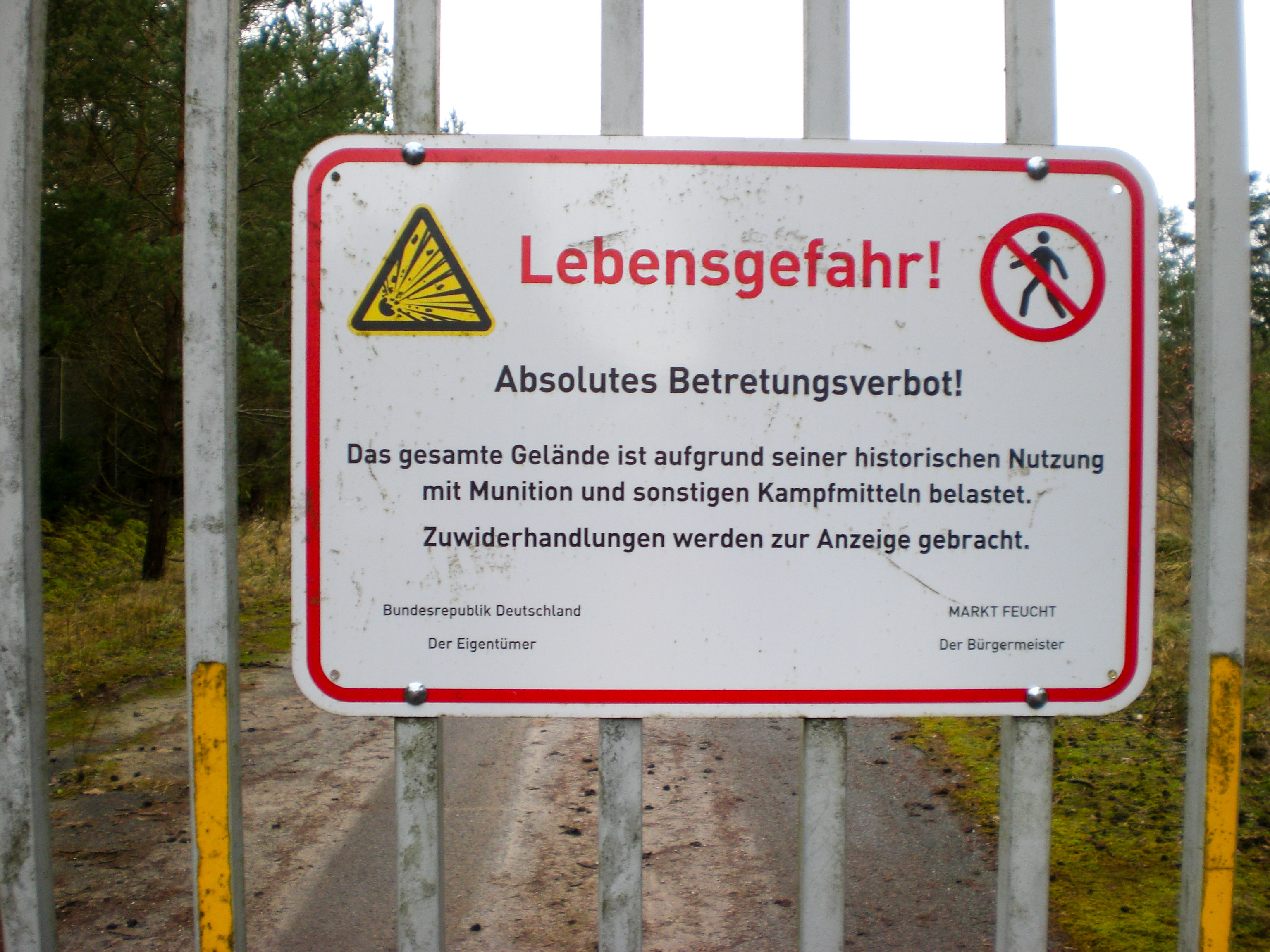
Warnhinweis

Heute dient das Muna-Gelände nur noch dem Kampfmittelräumdienst Nordbayern bei Bedarf und Gelegenheit als Stützpunkt. Besichtigungen oder Führungen werden nicht angeboten, jedoch wurde im Museum für historische Wehrtechnik 2006 eine Dauerausstellung eingerichtet, die über die Muna informiert. Das unerlaubte Betreten des eingezäunten Gebietes wird seit 2003 mit einem Bußgeld von bis zu 1000 € geahndet.
Eine der ehemals auf dem Gelände eingesetzten Rangierdiesellokomotiven der Baureihe V 36 blieb über die Jahrzehnte erhalten und befindet sich seit 1998 im Eisenbahnmuseum Darmstadt. 2004 kam sie zur Aufarbeitung und befindet sich heute in gepflegtem rollfähigen Zustand.
Seit dem Hitzesommer 2019 werden Stimmen laut, die eine vollständige Entmilitarisierung (Entmunitionierung) und nachhaltige Sanierung mit anschließender Wiederaufforstung des Geländes fordern. Ein Waldbrand könnte dort aufgrund der Explosionsgefahr von Rüstungsaltlasten nicht konventionell bekämpft werden.
Im Februar 2021 gab die Deutsche Bahn bekannt, dass sie dieses Gelände neben anderen Standorten im Großraum Nürnberg als möglichen Platz für ein ICE-Instandhaltungwerk prüft. Ende September 2022 kündigte die DB dazu Untersuchungen auf dem Gelände an, deren Ergebnisse Anfang 2023 vorliegen sollten. Die Ergebnisse seien unabhängig vom laufenden Raumordnungsverfahren. Sollte der Standort als raumverträglich eingestuft werden, sollen „weitere Erkenntnisse über die Liegenschaft“ eingeholt werden. Am 7. Februar 2023 wurde das Ergebnis des Raumordnungsverfahrens bekannt gegeben, welches von drei untersuchten Standorten nur das Muna-Gelände als bedingt raumverträglich einstufte. Zudem müssten noch einige Gutachten u. a. der FFH-Schutzgebiete, Lautstärkeemissionen usw. erstellt werden, um eine Entscheidungsgrundlage für die Standortbestimmung zu schaffen. Am 13. April 2023 gab die Deutsche Bahn bekannt, keine geeignete Fläche für das Werk gefunden zu haben. Der letzte verbliebene Standort habe „angesichts einer ökologisch hochwertigen und geschützten Fläche keine Erfolgsaussichten auf eine Baugenehmigung für ein neues Instandhaltungswerk“ gehabt.